# Nowa Trzcianna
Nowa Trzcianna [pronunciación en polaco: /ˈnɔva ˈtʂt͡ɕanna/] es un pueblo ubicado en el distrito administrativo de Gmina Nowy Kawęczyn, dentro del Distrito de Skierniewice, Voivodato de Łódź, en Polonia central. Se encuentra aproximadamente a 3 kilómetros al noroeste de Nowy Kawęczyn, a 9 kilómetros al sureste de Skierniewice, y a 55 kilómetros al este de la capital regional Łódź.